# Dos corvos músicas
Pour plus de détails, voir Fiche technique et Distribution.
Dos corvos músicas (Two Crows from Tacos en anglais) est un cartoon américain Merrie Melodies de 1956 réalisé par Friz Freleng. 